# Батовце
Батовце (словац. Bátovce) — село, громада округу Левіце, Нітранський край. Кадастрова площа громади — 31.63 км². Протікає річка Яблоньовка.
Населення 1180 особи (станом на 31 грудня 2024 року).

## Історія
Батовце згадується 1320 року.

## Населення
| Рік:            | 1994. | 2004.   | 2014.   | 2024.   |
| --------------- | ----- | ------- | ------- | ------- |
| Кількість осіб: | 1053  | 1080    | 1110    | 1180    |
| Різниця:        |       | +2,56 % | +2,77 % | +6,30 % |

| Рік:            | 2023. | 2024.   |
| --------------- | ----- | ------- |
| Кількість осіб: | 1189  | 1180    |
| Різниця:        |       | -0,75 % |